# Dinamo (metropolitana di Ekaterinburg)
La stazione di Dinamo (Динамо) è una stazione della metropolitana di Ekaterinburg, sulla linea 1.

## Storia
La stazione di Dinamo venne attivata il 22 dicembre 1994, contemporaneamente al prolungamento da Ural'skaja a Ploščad' 1905 goda della linea 1.

## Strutture e impianti
Si tratta di una stazione sotterranea, con due binari – uno per ogni senso di marcia – serviti da una banchina ad isola.